# Ian Astbury
Ian Astbury (* 14. května 1962, Heswall, Cheshire, Anglie) je anglický rockový zpěvák a textař. Svou hudební kariéru započal v roce 1981 se skupinou Southern Death Cult, ze které později vzešla kapela The Cult, ve které Astbury působí dodnes. Spolupracoval s mnohými hudebními skupinami, v roce 2002 založil s bývalými členy The Doors Robby Kriegerem a Ray Manzarekem skupinu The Doors of the 21st Century, později přejmenovanou na Riders On the Storm, kde Astbury působil na postu zpěváka místo zemřelého Jima Morrisona. V roce 2010 natočil desku s Japonskou skupinou Boris.